# Ляймбах (Ааргау)
Ляймбах (нім. Leimbach AG) — громада  в Швейцарії в кантоні Ааргау, округ Кульм.

## Географія
Громада розташована на відстані близько 70 км на північний схід від Берна, 17 км на південний схід від Аарау.
Ляймбах має площу 1,2 км², з яких на 16,8% дозволяється будівництво (житлове та будівництво доріг), 51,3% використовуються в сільськогосподарських цілях, 31,9% зайнято лісами, 0% не є продуктивними (річки, льодовики або гори).

## Демографія
2019 року в громаді мешкало 473 особи (+6,5% порівняно з 2010 роком), іноземців було 10,8%. Густота населення становила 411 осіб/км².
За віковим діапазоном населення розподілялося таким чином: 21,1% — особи молодші 20 років, 60,3% — особи у віці 20—64 років, 18,6% — особи у віці 65 років та старші. Було 199 помешкань (у середньому 2,4 особи в помешканні).
Із загальної кількості 133 працюючих 21 був зайнятий в первинному секторі, 64 — в обробній промисловості, 48 — в галузі послуг.